# George Hillyard
Kommandørkaptajn George Whiteside Hillyard, Royal Navy, (6. februar 1864 i Hanwell, Middlesex – 24. marts 1943 i Bramfold, Pulborough, Sussex) var en engelsk tennisspiller fra Storbritannien.
Han var søofficerelev på HMS Bacchante i 1881.
Han var også en af de førende mandlige spillere på den internationale tennisscene mellem 1886 og 1908. Han vandt guldmedalje i herredouble ved de Olympiske Lege i 1908 i London, sammen med Reginald Doherty. Hillyard nåede kvartfinalen i herresingle i Wimbledon i 1889, 1897 og 1901. Han blev rangeret som nr. 5 i verden for året 1901 af Karoly Mazak. Fra 1907 til 1925 var han sekretær for All England Lawn Tennis Club og en af drivkræfterne bag opførelsen af den "nye" All England Club på Church Road.
Hillyard spillede også first-class cricket for Middlesex og Leicestershire fra 1886 til 1896. Han dyrkede også golf, svømning, dueskydning og billard.
Han giftede sig den 13. juli 1887 med den seksdobbelte Wimbledon-mester i damesingle, Blanche Bingley, i Greenford, Middlesex. Parret boede i Thorpe Satchville, Leicestershire mellem 1895 og 1925, og flyttede så til Bramfold, Pulborough, Sussex, hvor Hillyard døde. Parret havde mindst to børn, Jack (som også spillede tennis) og Marjorie.